# Historia niemoralna
Historia niemoralna – polski film psychologiczny z 1990 roku w reżyserii Barbary Sass.

## Obsada aktorska
- Dorota Stalińska − aktorka Ewa
- Teresa Budzisz-Krzyżanowska − reżyserka Magda (głos)
- Michał Bajor − Piotr, organizator występów Ewy
- Marek Lewandowski − Marek, kochanek Ewy
- Olaf Lubaszenko − Marek, kochanek Ewy
- Henryk Bista − montażysta Jurek
- Jerzy Kryszak − reżyser Grzegorz
- Stanisława Celińska − Lusia, sąsiadka Ewy
- Piotr Skiba − Krzyś
- Jacek Borkowski − brat Ewy
- Mirosław Kowalczyk